# Аттанасио, Пол
Пол Аттана́сио (англ. Paul Attanasio; род. 14 ноября 1959, Нью-Йорк) — американский сценарист и продюсер.

## Биография

### Ранняя жизнь
Пол Альберт Аттанасио родился в Бронксе , Нью-Йорк, в семье Конни, маклера по недвижимости, и Джозефа Аттанасио, коммерческого консультанта. Пол правнук иммигрантов из Позитано на итальянском побережье Амальфи. Он вырос в районе Пелэм-Бэй в Бронксе, а затем в Тенафлай, штат Нью-Джерси, где он учился в государственной средней школе. Он выпускник Гарвардского колледжа в 1981 году, где он жил в Currier House, и получил степень юриста в Гарвардской школе права в 1984 году.

### Карьера
С 1984 по 1987 годы работал кинокритиком в газете «Вашингтон пост». Дебют в качестве сценариста произошёл в 1989 году, когда Аттанасио написал сценарий для одной серии ситкома Doctor Doctor. В 1993—1999 годах Аттанасио работал над придуманным им полицейским сериалом «Убойный отдел», будучи одним из основных сценаристов, за который имеет награду 'Created by'. В 1995 году он получил премию BAFTA за лучшую адаптацию сценария драмы «Телевикторина» (англ. Quiz Show). Написал сценарии для нескольких фильмов, таких как триллер «Разоблачение», гангстерского фильма «Донни Браско» , научно-фантастического фильма «Сфера» и политического триллера «Цена страха» и драматическому фильму «Хороший немец».
В 2000 году он вернулся на телевидение и занялся исполнительным продюсированием, помимо написания сценария, медицинской драмы «Перекрёсток Гидеона» и пилотного проекта «R.U.S./H.» В 2004 году на телеэкранах появился другой успешный сериал Аттанасио, но уже как продюсера — «Доктор Хаус». Вместе с Дэвидом Шором он является одним из создателей сериала «Доктор Хаус»
В 2017 году было подтверждено, что Аттанасио будет сценаристом и исполнительным продюсером в новом сериале видеосервиса Amazon Video под названием Tong Wars. Один из создателей сериала Булл (сериал 2016 года). Он является сценаристом / продюсером полицейской драмы CBS 2020 года «Томми».
Он дважды был номинирован на премию «Оскар» за лучший адаптированный сценарий, за Quiz Show (1994) и Donnie Brasco (1997) .

## Личная жизнь
Первая жена Аттанасио — продюсер Кэти Джейкобс. Вдвоём супруги основали компанию Heel and Toe Films. Брат Пола — бизнесмен Марк Аттанасио, владелец бейсбольной команды «Милуоки Брюэрс». После развода с Кэти, он женился на Аманде Бенефил, художнице, от которой у него есть дочь. От первого брака у него трое детей: Аннабель, Джон и Грейс.

## Появление на TV
Аттанасио был показан в серии интервью «Диалог». В интервью продюсеру Майку Де Лука он рассказывает, как прошел путь от «сопливого» кинокритика «Washington Post» до развития плодотворных творческих партнерств с такими оскароносными режиссёрами как Роберт Редфорд, Барри Левинсон, Стивен Содерберг.

## Фильмография
Сценарист
- 1989 — Doctor Doctor
- 1993 — 1999 — Убойный отдел / Homicide: Life on the Street
- 1994 — Телевикторина / Quiz Show
- 1994 — Разоблачение / Disclosure
- 1997 — Донни Браско / Donnie Brasco
- 1998 — Сфера / Sphere
- 2000 — Скрещивание Гидеона / Gideon’s Crossing
- 2002 — R.U.S./H.
- 2002 — Цена страха / The Sum of All Fears
- 2006 — Хороший немец / The Good German
- 2008 — Courtroom K

Продюсер
- 2000 — Скрещивание Гидеона / Gideon’s Crossing
- 2002 — R.U.S./H.
- 2004 — Город будущего / Century City
- 2004 — 2008 — Доктор Хаус / House, M.D.
- 2016 — настоящее время — Булл / Bull (англ. Bull, досл. Бык)
- 2020 — Томми — / Tommy

## Награды
- 1994 — премия BAFTA за лучший адаптированный сценарий («Телевикторина»)